# Amastus rufocinnamomea
Amastus rufocinnamomea är en fjärilsart som beskrevs av Rothschild 1909. Amastus rufocinnamomea ingår i släktet Amastus och familjen björnspinnare. Inga underarter finns listade i Catalogue of Life.